# Think-pair-share
Think-Pair-Share ist eine kollaborative Lehrstrategie, insbesondere der Peer Instruction, die erstmals 1987 von Frank Lyman von der University of Maryland vorgeschlagen wurde. Sie hilft Schülern, individuelle Ideen zu entwickeln, diese zu diskutieren und mit anderen in einer Gruppe zu teilen. Sie kann vor dem Lesen oder der Vermittlung eines Konzepts eingesetzt werden und funktioniert besser in kleineren Gruppen. Think-Pair-Share wird häufig verwendet, um die Sprachgewandtheit der Lernenden in verschiedenen Fächern zu fördern, indem sie aufgefordert werden, Beispiele und Prozesse zu liefern oder zu erläutern.

## Prozess
Bei der Think-Pair-Share-Strategie agiert der Lehrer als Moderator und stellt den Schülern eine Frage oder ein Problem, in großen Lehrveranstaltungen oft in Verbindung mit Audience Response Systems. Die Schüler erhalten ausreichend Zeit zum Nachdenken und Sammeln ihrer Gedanken (Think), danach (häufig nach erstmaligen Einreichen von Antworten) werden sie aufgefordert, sich paarweise zusammenzuschließen (Pair) und ihre Ideen auszutauschen (Share).
Indem die Schüler ihre Gedanken und Ansichten teilen, lernen sie verschiedene Denkweisen ihrer Mitschüler kennen. Dies fördert das Lernen durch die Formulierung und Klärung einer Idee. Es hilft den Schülern auch, ihre Gedanken klar zu strukturieren und effektiv zu kommunizieren.
Wenn es die Zeit erlaubt, können die Paare ihre Gedanken mit anderen Paaren teilen, und der Lehrer kann einige Paare bitten, ihre Ideen mit der gesamten Klasse zu teilen.
Think-Pair-Share soll den Schülern helfen, Konzepte zu verstehen, Informationen zu filtern und eine Idee zu formulieren oder eine Schlussfolgerung zu ziehen. Ein entscheidender Aspekt dieser Methode ist, dass die Schüler die Fähigkeit entwickeln, unterschiedliche Sichtweisen ihrer Mitschüler zu berücksichtigen und wertzuschätzen.

## Vorteile
- Die Methode ist einfach vorzubereiten und erfordert nur wenig Zeit im Unterricht.
- Die Interaktion auf persönlicher Ebene motiviert insbesondere jene Schüler, die sonst weniger Interesse am Thema zeigen.
- Es können verschiedene Fragetypen gestellt werden, von niederen bis zu höheren Denkprozessen.
- Lehrer können durch das Zuhören der Paare die unterschiedlichen Denkprozesse der Schüler nachvollziehen.

## Nachteile
- Fehlkonzepte verstärken: Ein möglicher Nachteil der Methode ist, dass Schüler Fehlinformationen von anderen Mitschülern hören können, wodurch sich falsche Annahmen verfestigen. Eine Lösung dafür kann der Peer-Instruction-Ansatz sein, bei dem die Paare gezielt mit Schülern mit unterschiedlichen Meinungen zusammengestellt werden.
- Fehlende Beteiligung: Um sicherzustellen, dass die Schüler aktiv teilnehmen und nicht vom Thema abschweifen, können Lehrkräfte Noten für die Teilnahme vergeben oder relevante Prüfungsfragen in die Think-Pair-Share-Phase einbauen, um die Motivation der Schüler zu steigern.